# Goudoumaria
Goudoumaria ist eine Landgemeinde und der Hauptort des gleichnamigen Departements Goudoumaria in Niger.

## Geographie

### Lage und Gliederung
Goudoumaria liegt in der Landschaft Manga in der Sahelzone und grenzt im Süden an den Nachbarstaat Nigeria. Die Nachbargemeinden in Niger sind N’Guelbély im Nordosten, Maïné-Soroa im Osten, Bouné im Südwesten, Gouré im Westen und Kellé im Nordwesten.
Bei den Siedlungen im Gemeindegebiet handelt es sich um 263 Dörfer, 170 Weiler, 148 Lager und 24 Wasserstellen. Der Hauptort der Landgemeinde ist das Dorf Goudoumaria. Es liegt auf einer Höhe von 348 m. Das noch vor dem Hauptort nach Einwohnern größte Dorf in der Gemeinde ist Boutti.

### Klima
In Goudoumaria herrscht trockenes Wüstenklima vor. Die klimatologische Messstation im Stadtzentrum liegt auf 305 m Höhe und wurde 1952 in Betrieb genommen.
|                        | Jan  | Feb  | Mär  | Apr  | Mai  | Jun  | Jul  | Aug  | Sep  | Okt  | Nov  | Dez  |   |      |
| Mittl. Temperatur (°C) | 20,8 | 24,1 | 28,1 | 32,0 | 33,4 | 32,8 | 30,2 | 28,0 | 29,7 | 29,6 | 25,9 | 21,7 | ⌀ | 28   |
| Mittl. Tagesmax. (°C)  | 28,4 | 32,0 | 36,2 | 39,8 | 40,4 | 39,0 | 35,5 | 32,6 | 35,6 | 36,4 | 33,4 | 29,1 | ⌀ | 34,9 |
| Mittl. Tagesmin. (°C)  | 14,2 | 17,1 | 20,6 | 24,4 | 26,3 | 27,0 | 25,7 | 24,2 | 24,6 | 23,3 | 19,4 | 15,3 | ⌀ | 21,9 |
|                        |      |      |      |      |      |      |      |      |      |      |      |      |   |      |
| Niederschlag (mm)      | 0    | 0    | 0    | 0    | 4    | 8    | 54   | 108  | 27   | 3    | 0    | 0    | Σ | 204  |
|                        |      |      |      |      |      |      |      |      |      |      |      |      |   |      |
| Sonnenstunden (h/d)    | 10,3 | 10,5 | 10,8 | 11,2 | 11,5 | 11,6 | 11,0 | 9,9  | 10,7 | 10,6 | 10,3 | 10,2 | ⌀ | 10,7 |
|                        |      |      |      |      |      |      |      |      |      |      |      |      |   |      |
| Regentage (d)          | 0    | 0    | 0    | 0    | 1    | 1    | 7    | 9    | 3    | 1    | 0    | 0    | Σ | 22   |
|                        |      |      |      |      |      |      |      |      |      |      |      |      |   |      |
| Luftfeuchtigkeit (%)   | 18   | 13   | 10   | 11   | 19   | 34   | 53   | 68   | 52   | 26   | 18   | 19   | ⌀ | 28,5 |

| 14,2 |

| 17,1 |

| 20,6 |

| 24,4 |

| 26,3 |

| 27,0 |

| 25,7 |

| 24,2 |

| 24,6 |

| 23,3 |

| 19,4 |

| 15,3 |

| 14,2 |

| 17,1 |

| 20,6 |

| 24,4 |

| 26,3 |

| 27,0 |

| 25,7 |

| 24,2 |

| 24,6 |

| 23,3 |

| 19,4 |

| 15,3 |

| N i e d e r s c h l a g | 0   | 0   | 0   | 0   | 4   | 8   | 54  | 108 | 27  | 3   | 0   | 0   |
|                         | Jan | Feb | Mär | Apr | Mai | Jun | Jul | Aug | Sep | Okt | Nov | Dez |

### Natur
In der Dünenlandschaft von Goudoumaria gibt es mehrere Oasen, die vom niedrigen Grundwasserspiegel profitieren. Im Süden hat die Gemeinde Anteil an der weitläufigen Zone der fruchtbaren Mulden von Maïné-Soroa. Beim Dorf Sissi erstreckt sich das 1325 Hektar große Waldschutzgebiet Forêt classée de Sissi. Die Gommeraie d’Ari Boudiram ist ein 4100 Hektar großer unter Naturschutz stehender Kautschukbaum-Hain beim Dorf Ari Boudiram.
In Goudoumaria wurden die Vogelarten Guineataube (Columba guinea), Schildrabe (Corvus albus), Wüstenrabe (Corvus ruficollis), Halsbandsittich (Psittacula krameri) und Palmtaube (Spilopelia senegalensis) beobachtet. Es wurden die Schlangenarten Afrikanische Speikobra (Naja nigricollis), Psammophis elegans und Gestreifte Sandrennnatter (Psammophis sibilans) gesichtet.

## Geschichte
Goudoumaria wurde in der ersten Hälfte des 19. Jahrhunderts in einem zuvor unbesiedelten Gebiet unter anderem von Einwohnern des Dorfes Kaoura gegründet, das sich in der Nähe von Gouré befand und inzwischen verschwunden ist. Goudoumaria ist neben Chétimari, Gouré und Maïné-Soroa einer der wichtigsten Orte in der Landschaft Manga, in denen sich die auf das Reich Bornu zurückgehende traditionelle Herrschaft erhalten konnte. Die Dörfer Guirsilik und Karagou Mandaram waren noch zu Beginn des 20. Jahrhunderts Zentren der Salzgewinnung.
In den 1920er Jahren galt die durch Goudoumaria führende und 1375 Kilometer lange Piste von Niamey nach N’Guigmi als einer der Hauptverkehrswege in der damaligen französischen Kolonie Niger. Sie war in der Trockenzeit bis Guidimouni und wieder ab Maïné-Soroa von Automobilen befahrbar.
Im Jahr 1964 gliederte eine Verwaltungsreform Niger in sieben Departements, die Vorgänger der späteren Regionen, und 32 Arrondissements, die Vorgänger der späteren Departements. Goudoumaria wurde dem neu geschaffenen Arrondissement Gouré (dem späteren Departement Gouré) späteren zugeschlagen, erhielt jedoch den Status eines Verwaltungspostens (poste administratif) im Gebiet des Arrondissements. Später fiel Goudoumaria an das benachbarte Departement Maïné-Soroa. Im Zuge einer landesweiten Verwaltungsreform 2002 ging aus dem Kanton Goudoumaria die Landgemeinde Goudoumaria hervor. Der Verwaltungsposten von Goudoumaria wurde 2011 aus dem Departement Maïné-Soroa herausgelöst und zum Departement Goudoumaria erhoben.
Die Regionalhauptstadt Diffa wurde im Februar 2015 von der dschihadistischen Terrorgruppe Boko Haram aus Nigeria angegriffen. Bereits seit Mai 2013 waren wegen der Aktivitäten von Boko Haram etwa 150.000 Menschen aus dem Nachbarland Nigeria nach Diffa geflüchtet. Nunmehr gehörte Goudoumaria zu den Orten, die Flüchtlinge aus Diffa aufnahmen. Ende 2016 lebten in der Gemeinde Goudoumaria 356 Kinder und Jugendliche im Alter von 4 bis 19 Jahren, die Flüchtlinge, Rückkehrer oder Binnenvertriebene waren. Im Januar 2021 betrug die Gesamtzahl der von Zwangsmigration betroffenen Personen in Goudoumaria 1179 und lag damit deutlich unter anderen vergleichbaren Gemeinden in der Region Diffa.

## Bevölkerung
Bei der Volkszählung 2012 hatte die Landgemeinde 100.559 Einwohner, die in 15.993 Haushalten lebten. Bei der Volkszählung 2001 betrug die Einwohnerzahl 72.784 in 14.034 Haushalten.
Im Hauptort lebten bei der Volkszählung 2012 4.647 Einwohner in 814 Haushalten, bei der Volkszählung 2001 3.301 in 661 Haushalten und bei der Volkszählung 1988 2.511 in 487 Haushalten.
In ethnischer Hinsicht ist die Gemeinde ein Siedlungsgebiet von Manga, Fulbe, Tubu, Dagara und Arabern.

## Politik
Der Gemeinderat (conseil municipal) hat 24 Mitglieder. Mit den Kommunalwahlen 2020 sind die Sitze im Gemeinderat wie folgt verteilt: 9 PNDS-Tarayya, 7 MPR-Jamhuriya, 3 MODEN-FA Lumana Africa, 2 MNSD-Nassara, 2 PJP-Génération Doubara und 1 RDP-Jama’a. Zum Bürgermeister wurde 2021 Ibrahim Mani (PNDS-Tarayya) gewählt, zum ersten Vizebürgermeister Malam Moussa Mamadou (MODEN-FA Lumana Africa) und zum zweiten Vizebürgermeister Idrissa Malam Adji (PJP-Génération Doubara).
Traditionelle Ortsvorsteher (chefs traditionnels) stehen an der Spitze von 213 Dörfern in der Gemeinde, darunter dem Hauptort.

## Wirtschaft und Infrastruktur

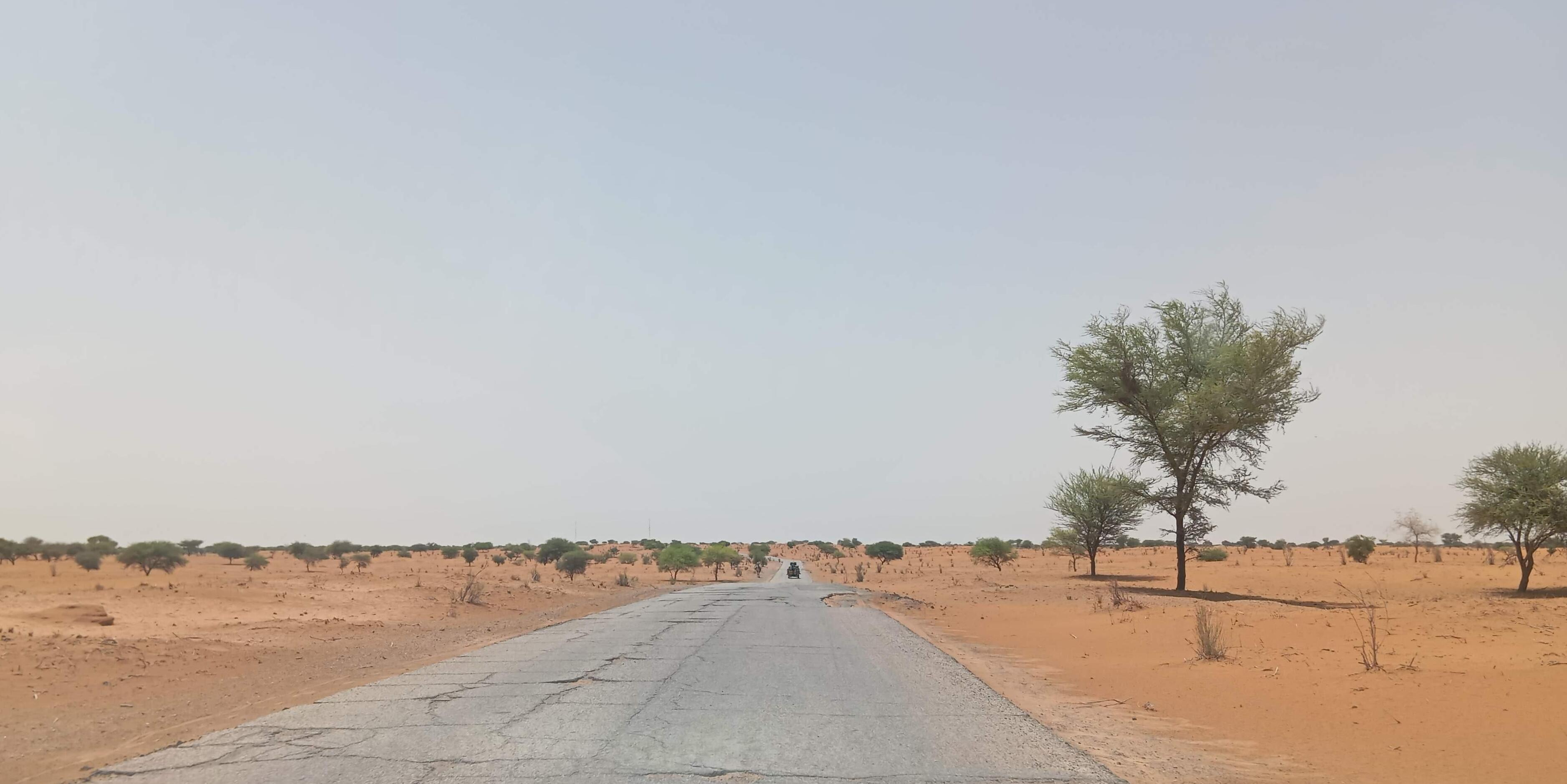
Nationalstraße 1 in der Gemeinde Goudoumaria (2024)

Goudoumaria liegt an der Nationalstraße 1. Im Gemeindegebiet werden Natron und Salz gewonnen. Am Markt im Hauptort wird insbesondere mit Natron, Datteln und Vieh gehandelt, die nach Diffa und Nigeria verkauft werden. Das staatliche Versorgungszentrum für landwirtschaftliche Betriebsmittel und Materialien (CAIMA) unterhält eine Verkaufsstelle im Hauptort. Im Dorf Boutti gibt es sonntags einen weiteren Viehmarkt. Weitere Wochenmärkte befinden sich unter anderem in den Dörfern Djadjiri Canada, Djougoumaram, Garoua, Kadella Boua Canada und Kilakam. Im Norden der Gemeinde ist der Agropastoralismus die vorherrschende Wirtschaftsform, im Süden der Regenfeldbau. Zum in Goudoumaria praktizierten Handwerk zählen das Korbmachen, das Töpfern und das Schmieden.
Gesundheitszentren des Typs Centre de Santé Intégré (CSI) sind im Hauptort sowie in den Siedlungen Boutti, Djadjiri Canada, Karagou Mandaram, Kilakam, Kodjiméri, Kouloumfardou, Kousséri Koura, Kri Bitoa Kaday und N’Guel Kounama vorhanden. Das Gesundheitszentrum im Hauptort verfügt über ein eigenes Labor und eine Entbindungsstation. Der CEG Goudoumaria und der CEG Kilakam sind allgemein bildende Schulen der Sekundarstufe des Typs Collège d’Enseignement Général (CEG). Der Collège d’Enseignement Technique de Goudoumaria (CET Goudoumaria) ist eine technische Fachschule. Beim Centre de Formation aux Métiers de Goudoumaria (CFM Goudoumaria) handelt es sich um ein Berufsausbildungszentrum.

## Persönlichkeiten
- Abdoulaye Mamani (1932–1993), Schriftsteller und Politiker